# Carpocracianismo
Carpocraciano é a denominação dada aos seguidores de um movimento cristão gnóstico do século II que professava as doutrinas de Carpócrates de Alexandria.
Epífanes, filho de Carpócrates e sua mulher Marcelina, organizaram a seita em Roma sob o pontificado do papa Aniceto.
Rejeitavam o Velho Testamento e sustentavam que José é o pai carnal de Jesus.
Defendiam a pre-existência das almas para explicar as imperfeições do homem e diziam que nosso fim supremo era nos unir ao Divino.
Irineu de Lyon os acusou de praticar magia e os repreendeu duramente.
São considerados hereges pela Igreja cristã.